# Новосадска синагога
Новосадска синагога је јеврејска синагога у Новом Саду. Налази се у Јеврејској улици у центру града. Грађена је у периоду од 1906. до 1909.
Синагогу је пројектовао мађарски архитекта Липот Баумхорн. Пета је синагога која је изграђена у историји Новог Сада. Подигнута је на месту четврте која је грађена 1826. Она припада ашкенаском обреду и неолошког (неортодоксног) је правца. Са обе стране синагоге подигнуте су зграде. Једна је била јеврејска основна школа (данас средња балетска школа) а друга је зграда јеврејске општине.
Сама зграда синагоге изграђена је укрштањем различитих стилова и веома подсећа на сегединску. На улазу у синагогу стоји натпис: „Ки бети, бет тефила икара л'кол хаамим” (Нека ова кућа буде дом молитава за све народе) (Исаја 56:7). У доба окупације у синагоги су затварани новосадски Јевреји који су након тога били депортовани у концентрационе логоре. Данас синагога нема своју првобитну намену већ се у њој одржавају концерти класичне музике и представе. Године 1991. Новосадска синагога је уврштена у просторно културно-историјску целину од великог значаја и има други степен заштите државе Србије.